# Trombose venosa cerebral
A  trombose venosa cerebral (TVC ou, no acrônimo inglês, CVT ) ou  dos seios venosos e/ou das veias cerebrais é uma doença cerebrovascular causada pela oclusão,  por um trombo, dos seios venosos durais (que drenam o sangue do cérebro) ou das veias cerebrais  ou em ambos. Os sintomas podem incluir fortes dores de cabeça e sintomas visuais, além de qualquer um dos sintomas de AVC, tais como paralisia da face e dos membros de um lado do corpo e convulsões.
O diagnóstico é geralmente feito por tomografia computorizada ou, preferencialmente, ressonância magnética para demonstrar a obstrução dos seios venosos. A angiotomografia ou a angiorressonância magnética permitem complementar o estudo e devem ser realizadas nos pacientes com suspeita de TVC, especialmente se a ressonância magnética não esclarecer o diagnóstico ou apresentar resultado falso negativo. Após confirmação do diagnóstico, podem ser realizadas investigações para determinar a causa subjacente.
Usualmente, o tratamento é feito com anticoagulantes (medicação supressora da coagulação sanguínea), tais como a heparina de baixo peso molecular. Raramente, a trombólise (destruição enzimática do trombo) é utilizada. A doença pode ser complicada por pressão intracraniana aumentada, o que pode justificar uma intervenção cirúrgica, tal como a colocação de um shunt.
Pouco prevalente (cerca de 1% dos casos de AVC) a  a TVC ocorre em adultos jovens (entre 20 e 50 anos), principalmente mulheres. A mortalidade é em torno de 10%, sendo que 80% dos pacientes conseguem se recuperar sem nenhum déficit físico.